# 九眼橋
九眼桥是中華人民共和國四川省成都市一座跨越錦江（府河）的桥梁。

## 歷史
該橋於明朝万历二十一年（1593年）在四川布政使余一龙的主持下開始興建，歷時五年建成。當時名为洪济桥，且為石拱桥。因为桥下有九个桥洞，所以該橋又叫九眼橋。明朝天启年间改名为锁江桥。清朝乾隆五十三年（1788年）橋樑在四川总督李世杰的主持下做了一次补修。中華人民共和國建國初年橋樑长度是90米，宽度是10米，而且當時已通行汽车。1953年、1959年和1966年，當局對橋樑進行維修。1986年，當局在老九眼桥的錦江上游14米处新建了半立交的新九眼桥。新桥的主桥长88.41米，引桥长26.21米，桥宽40米。1992年，老九眼桥被拆除。由於有人對老九眼橋的拆除不滿，當局由於2000年在府河的河滨印象小区的區段新建了一座与老九眼桥相似的桥，这座新桥又被人叫做新九眼桥。

## 周邊
九眼桥南岸一带曾是锦江中的水码头。周邊還有販賣人口的人市，中華人民共和國建國後人市被取消。改革开放之后，九眼桥錦江上游的北岸出現了九眼桥劳务市场。後來該劳务市场迁往东二环之外的郭家桥地区。另外九眼桥侧還有四川大学。